# 다케모토 나오카즈

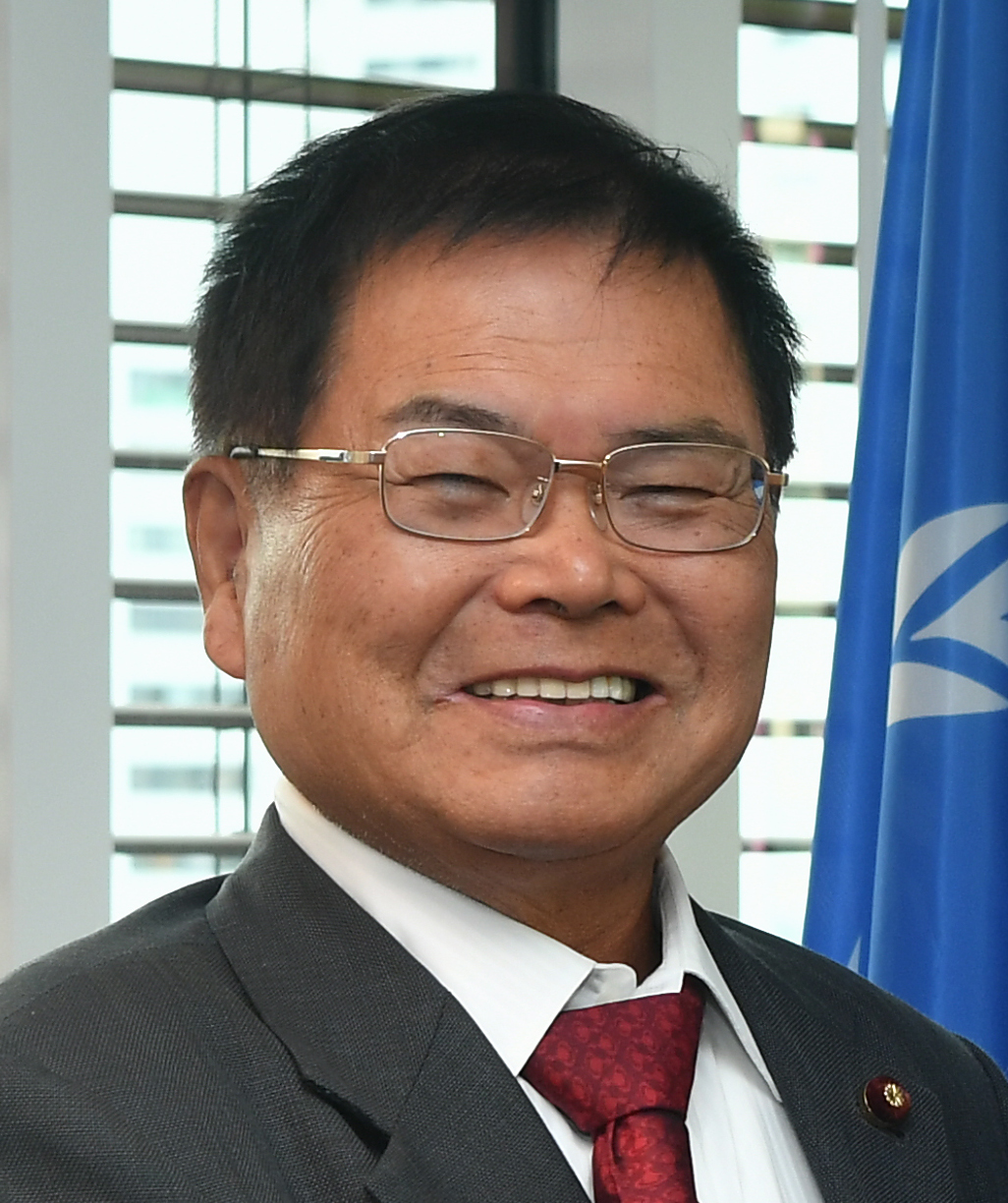

다케모토 나오카즈(竹本直一, 1940년 11월 23일~)는 일본의 전 정치인이다. 자유민주당 소속 8선 의원을 역임했다.
오사카에서 태어나 교토 대학 법학부를 졸업했다. 2021년 제49회 일본 중의원 의원 총선거에 불출마를 선언했다.
다케모토는 ‘일본의 인장제도·문화를 지키는 의원 연맹’(日本の印章制度・文化を守る議員連盟, ‘도장 연맹’)의 회장을 맡고 있다. 2019년 9월 12일 IT 담당대신으로 취임하는 날 기자회견에서 도장 문화를 지켜야 한다는 취지의 발언을 하였다.